# Sylphe (créature)
Pour les articles homonymes, voir Sylphe.
 (janvier 2009).
Les sylphes (« sylphides » au féminin) sont, dans certaines mythologies, des esprits de l'air. Ils sont décrits comme des élémentaires de l'air par Paracelse. Le terme vient du latin sylphus que le dictionnaire qualifie de « génie ».
Dans le monde anglophone, les sylphes évoquent le poème héroï-comique d'Alexander Pope, La Boucle de cheveux enlevée (The Rape of the Lock), où ils constituent des sortes d'anges gardiens chargés de protéger les jeunes filles.

## Étymologie
Le mot français sylphe est emprunté au latin sylphus (aussi orthographié sulfus ou sylfus), que le dictionnaire caractérise de « génie [chez les Gaulois] ».
Le Dictionnaire historique de la langue française nous dit que l'origine de sylphus est obscure, peut-être gauloise. Le mot latin n'est attesté que dans quelques inscriptions, et il est repris au XVIe siècle par Paracelse au sens de « génie nain des airs et des bois » ; l'auteur emploie aussi dans ce sens silvestres. De ce terme dérive le féminin « sylphide » qui est le nom d'un génie aérien féminin, caractérisé par sa grâce, d'où le sens étendu de « femme mince et gracieuse », « créature féminine de rêve », aujourd'hui archaïque, littéraire ou plaisant.
Les sylphes proviendraient des mythologies gauloise, celte et germanique. Ils ont également été incorporés au folklore arabe pré-islamique (سلف [silf]), et assimilés à des djinns. 

## Description
Les sylphes et sylphides sont un symbole de beauté, de subtilité et d'aspiration spirituelle. Esprits élémentaires de l'air, ils se situent à mi-chemin entre les anges et les elfes.
Paracelse compte sept races de créatures sans âme : les génies à forme humaine mais sans âme ni esprit (inanimata) des Éléments, les géants et les nains, les nains sur la Terre. Il croit aux génies des quatre Éléments. La Terre, par génération spontanée, produit des nains qui gardent les trésors sous la montagne ; l'Eau produit les ondines ; le Feu, les salamandres ; l'Air, les elfes. Ensuite viennent les géants et les nains issus de l'air, mais qui vivent sur la Terre.
Nicolas-Pierre-Henri de Montfaucon de Villars, dit l'abbé de Villars, dans un roman célèbre, le Comte de Gabalis ou Entretiens sur les sciences secrètes (1670) simplifie Paracelse dans sa théorie des « esprits élémentaires » :

« L'air est plein d'une innombrable multitude de peuples [les Sylphes] de figure humaine, un peu fiers en apparence, mais dociles en effet : grands amateurs des sciences, subtils, officieux aux sages, et ennemis des sots et des ignorants. Leurs femmes et leurs filles sont des beautés mâles, telles qu'on dépeint les Amazones. »

Les sylphes ont pour compagnes et filles, les sylphides. D'apparence diaphane, ils sont grands, minces et dotés d'une merveilleuse beauté.
Bienveillants aux êtres humains et dociles, ils inspirent les artistes et les êtres versés dans la spiritualité. Pour passer le temps, ils sculptent les nuages pour leur donner des formes familières.
Les sylphes et surtout les sylphides prennent souvent forme humaine pour approcher les hommes et se faire aimer d'eux. Mais les gracieuses sylphides ne supportent pas les grossièretés, ni les mauvaises manières : si l'être humain avec qui elles vivent devient grossier, elles le quittent aussitôt.